# Sielsowiet Juzufowa
Sielsowiet Juzufowa (biał. Юзуфоўскі сельсавет, ros. Юзуфовский сельсовет) – sielsowiet na Białorusi, w obwodzie mińskim, w rejonie mińskim.

## Miejscowości
- agromiasteczko:
  - Juzufowa
- wsie:
  - Abryckaja Słabada (pol. Słobódka)
  - Bucewicze
  - Budy
  - Czerniki
  - Gajek
  - Gotowina
  - Kamsamoliec (pol. Widohoszcz)
  - Kozakowo
  - Lekarówka
  - Lesiny
  - Łuskawa
  - Łysa Góra
  - Łyscewicze
  - Macki
  - Masłowicze
  - Puniszcze
  - Sady (pol. Sknarewicze)
  - Sołomerecze
  - Szepiele
  - Uhlany
  - Żabowszczyzna
  - Żukówka
- nieistniejące miejscowości:
  - Czemeryczyno